# 齿叶冬青
齿叶冬青（学名：Ilex crenata，又名日本冬青）是冬青科冬青属的植物。分布于日本、欧美、台湾以及中国大陆东部等地，生长于海拔700米至2 100米的地区，常生长在山谷杂木林中、灌丛中、山顶灌丛中或石边。

## 别名
波缘冬青（《海南植物志》），钝齿冬青、圆齿冬青（《安徽植物志》），假黄杨（《台湾植物志》）

## 种下等级
- Ilex crenata Thunb. f. longipedunculata S. Y. Hu